# 吉扎克
吉扎克是烏茲別克的城市，也是吉扎克州的首府，位於該國東部，座落於絲綢之路上，距離首都塔什干180公里，面積210平方公里，海拔高度378米，2020年人口为179,200人。

## 名称
吉扎克的名称可能来源于粟特语diz（意为树林）的指小词Dizak（小树林）。
在出版于10世纪的地理学著作《世界境域志》首次以阿拉伯语（Dizak）的形式提到吉扎克。13世纪时，在雅古特·哈迈维所著的书中则被称为（Dīzak）或（Dizaq）。